# ژنو (کانزاس)
ژنو (به انگلیسی: Geneva) یک منطقهٔ مسکونی در ایالات متحده آمریکا است که در شهرستان آلن، کانزاس واقع شده‌است. ژنو ۳۱۲٫۱۲ متر بالاتر از سطح دریا واقع شده‌است.